# Міоланія
Міоланія (Meiolania) — викопний рід черепах родини міоланій, що мешкали в Австралазії протягом більшої частини кайнозою. Міоланія була великою черепахою, лише панцир якої сягав 0,7—2 м завдовжки. На сьогодні визнано чотири види, хоча достовірність двох з них оскаржується. Міоланія була вперше описана як вид ящірок, споріднений з мегаланією, Річардом Оуеном наприкінці 19 століття, до того, як подальші знахідки нових скам'янілостей закріпили її як вид черепах.
Найвідоміший вид — M. platyceps, відомий за сотнями зразків, зібраних у плейстоценових шарах острова Лорд-Гав. Найдавніший відомий вид — M. brevicollis з міоцену материкової Австралії. Інші види включають M. mackayi з плейстоцену Нової Каледонії, який може бути синонімом M. platyceps, ?M. damelipi з голоцену Вануату, який може представляти черепаху, що не належить до міоланій, і вид Wyandotte — безіменну форму з плейстоцену Австралії, яку дослідник міоланій Юджин С. Гаффні попередньо класифікував як M. cf. platyceps. Додаткові викопні рештки вказують на присутність міоланії або її близьких родичів у багатьох місцезнаходженнях по всій Австралії, Новій Каледонії та Фіджі.
Міоланія була добре броньованою твариною з дещо піднятим панциром з гострими краями, передніми кінцівками, вкритими остеодермами, головою, прикрашеною масивними рогами, схожими на коров'ячі, і хвостом, вкритим шипастими кільцями та великою кістяною булавою на кінчику. Існує гіпотеза, що багато з цих особливостей могли використовуватися або для самозахисту, або у внутрішньовидовій боротьбі під час шлюбного періоду. Крім того, роги могли відігравати певну роль під час добування їжі, допомагаючи тварині відкидати листя зі свого шляху. Знахідки викопних гнізд і певні адаптації проти потрапляння піску в носову порожнину вказують на те, що вони принаймні деякий час проводили в посушливих регіонах або на пляжах островів, які вони населяли.
Ані розселення, ані вимирання міоланії до кінця не вивчені. Було запропоновано кілька гіпотез, починаючи від її поширення по нині затопленому континенту Зеландії й закінчуючи плаванням між островами (остання з них зараз вважається малоймовірною через її важку статуру і відсутність водних адаптацій). Вимирання цієї черепахи, найімовірніше, було багатофакторним процесом, пов'язаним зі зміною клімату, скороченням її ареалу через підняття рівня моря, хижацтвом з боку інвазивної худоби й, можливо, полюванням з боку людини.

## Опис

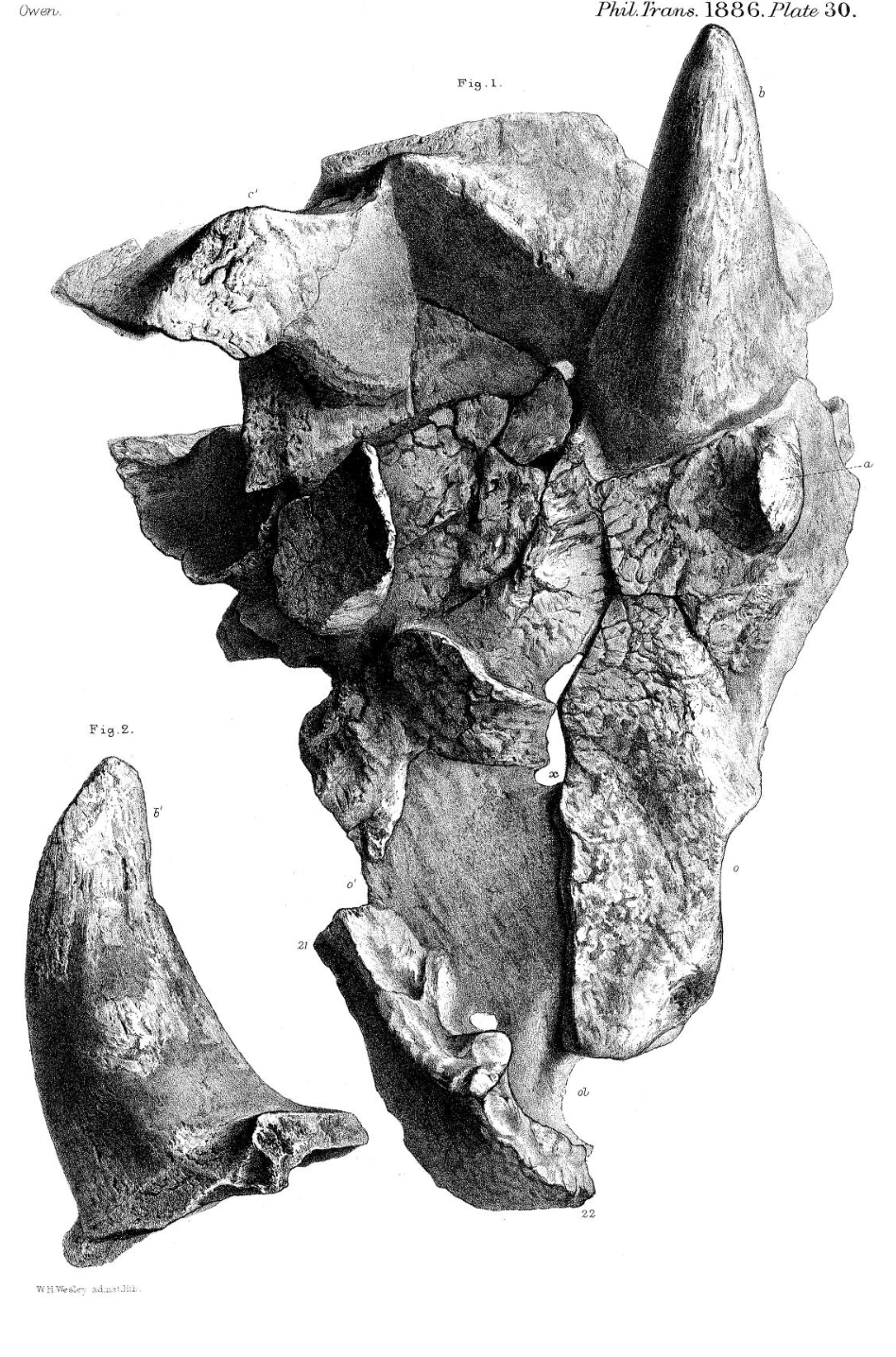
Рисунок черепа голотипу

Загальна довжина карапаксу представників цього роду досягала 2,5 м, разом з головою та хвостом ці плазуни сягали 5 м. Голова була широка, трикутної форми. Ширина черепа між «рогами» сягала 60 см, що дає можливість судити про розміри цієї тварини. На задньобокових кінцях голови розташовувалися зверху довгі притуплені «роги» спрямовані назад і вбік. Голова і шия втягувалися під панцир боком. Очі на кінці морди були спрямовані уперед. Нижня щелепа дуже товста. Шийний відділ хребта мав висоту коротше у поздовжньому напрямку. Своїм броньованим тілом і черепом, кістяними шпильками, «рогами» і роговими щитками кінцівок, а також потужним хвостом, який явно використовувався для активного захисту, нагадувала своєрідний варіант сучасного анкілозавра. Хвіст мав кістяний чохол. Мала величезний, практично однієї довжини з панциром, могутній хвіст обсаджений 2 рядами кістяних сплощені шипів.

## Палеобіологія

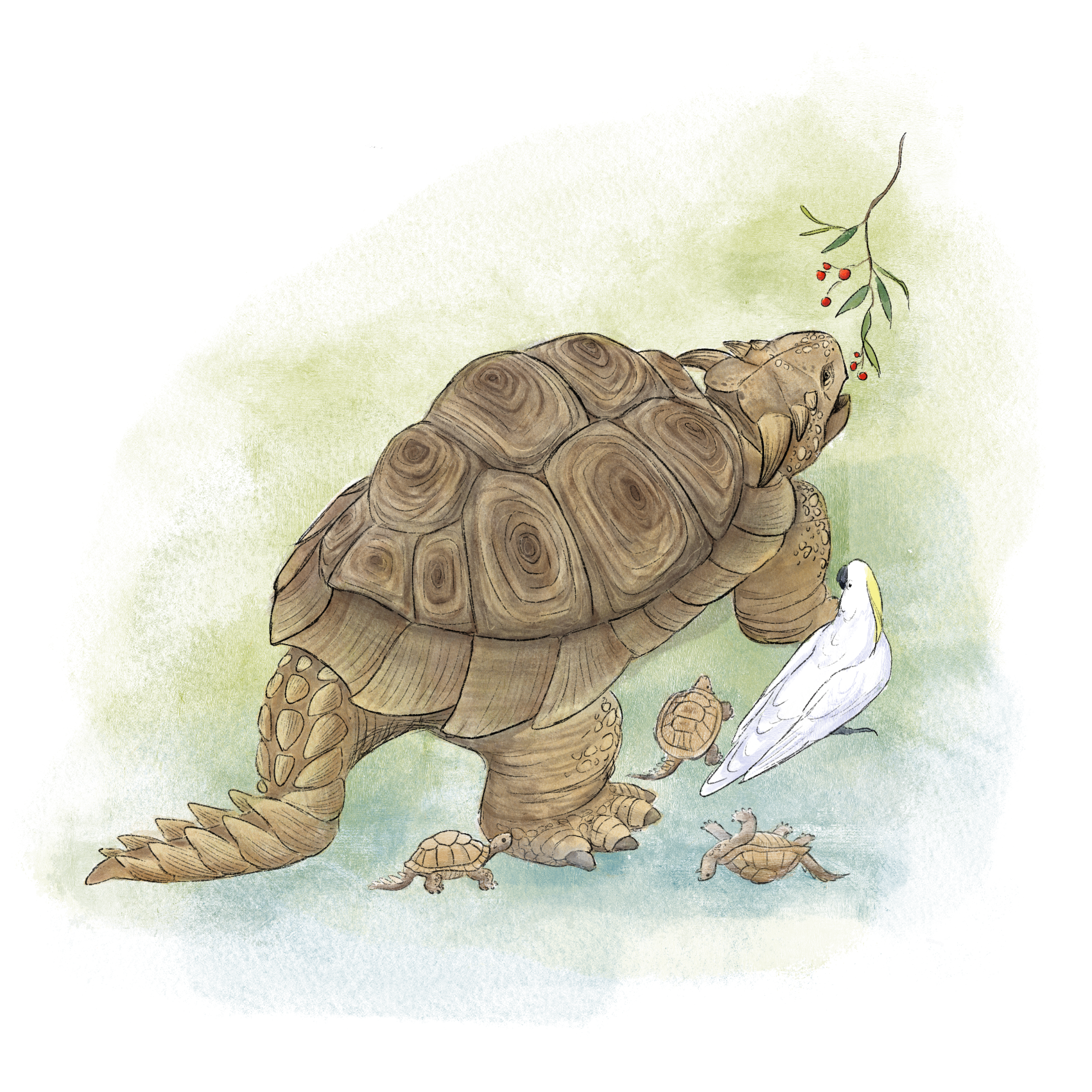
Художня реконструкція Meiolania brevicollis

Полюбляли савани, лісисті, сухі місцини, узбережжя рік та озер. Ймовірно, міоланія харчувалася різноманітним рослинним матеріалом, включаючи різні трав'янисті рослини, папороті та, можливо, навіть опалі плоди пальм. М'який клімат острова Лорд-Гав мав би забезпечити черепаху постійним запасом їжі, і цілком можливо, що міоланія періодично мандрувала островом у пошуках їжі, з'являючись сезонно в певних регіонах. Для пошуку їжі можна було використовувати своє гостре відчуття запаху, згідно з гіпотезою Пауліни-Карабахал та її колег.
Хоча про шлюбну поведінку міоланії нічого конкретного не відомо, поширена гіпотеза припускає, що багато орнаментований череп, броньовані кінцівки та хвостова булава могли виконувати функцію у внутрішньовидовій боротьбі між самцями-суперниками під час шлюбного сезону. Сутичка могла розпочинатися за допомогою хімічних сигналів, вироблених однією з численних пахучих залоз, знайдених у сучасних черепах (мускусні залози, клоакальні виділення та мозкові залози). Хоча такі залози не збереглися у скам'янілостях, збільшена носова порожнина і посилений нюх підтримують цю інтерпретацію. Сучасні черепахи вступають у боротьбу з суперниками переважно за рахунок маневрів панциром, включаючи стукіт, таран, скручування та інші.

## Розповсюдження
Вони належали до єдиного роду прихованошийних черепах в Австралії. Останки тварини знайдені в четвертинних відкладеннях острова Лорд-Гав біля східного узбережжя Австралії, низка дуже близьких видів та підвидів мешкали на більшій частині австралійського материка. Ці черепахи жили в цьому районі протягом усього плейстоцену і вимерли близько 20—10 тис. років тому.
Було виявлено рештки Meiolania platiceps на острові Лорд-Гав. Вони мешкали тут 10 тисяч років тому. Після прибуття сюди перших людей, ця черепаха була винищена. Відомо, що останні черепахи існували 2000 років тому на островах Нова Каледонія та Токанод.